# Chmeľnica
Chmeľnica és un poble i municipi d'Eslovàquia. Es troba a la regió de Prešov, al nord del país.

## Història
La primera referència escrita de la vila data del 1315.

## Demografia
| Godina             | 1994 | 2004   | 2014   | 2024   |
| ------------------ | ---- | ------ | ------ | ------ |
| Nombre de persones | 905  | 918    | 977    | 1009   |
| Diferència         |      | +1,43% | +6,42% | +3,27% |

| Godina             | 2023 | 2024   |
| ------------------ | ---- | ------ |
| Nombre de persones | 992  | 1009   |
| Diferència         |      | +1,71% |